# Schweiz damlandslag i basket
Schweiz damlandslag i basket (franska: Équipe de Suisse de basket-ball féminin, italienska: Nazionale di pallacanestro femminile della Svizzera) representerar Schweiz i basket på damsidan. Laget deltog första gången i Europamästerskapet 1938, där man förlorade alla matcher.
Laget deltog även i världsmästerskapet 1953.

### Fotnoter
1. ↑  Todor Krastev (19 mars 1938). ”Women Basketball I European Championship 1938 Rome (ITA) - 12-16.10 Winner Italy” (på engelska). Sport Statistics. Arkiverad från originalet den 3 juli 2015. https://web.archive.org/web/20150703205510/http://todor66.com/basketball/Europe/Women_1938.html. Läst 23 juni 2015.
2. ↑  Todor Krastev (19 mars 1953). ”Women Basketball I World Championship 1953 Santiago (CHI) 07-22.03 Winner United States” (på engelska). Sport Statistics. Arkiverad från originalet den 20 maj 2009. https://www.webcitation.org/5gujTBOnX?url=http://todor66.com/basketball/World/Women_1953.html. Läst 23 juni 2015.